# 蒂亚娜·马莱舍维奇
蒂亚娜·马莱舍维奇（1991年3月18日—）生于乌日策，是一名塞尔维亚女子排球运动员，司职接应二传。她的父亲是一名前手球选手，母亲是一名前排球选手，哥哥尼古拉则是一名篮球选手。蒂亚娜于2011年开始代表成年国家队参赛。职业生涯期间曾获得2015年世界杯亚军、2016年夏季奥运亚军和2018年世锦赛冠军。2020年8月，她宣布结束运动生涯。